# 水手販子
水手販子（英語：shanghaier；crimp）是19世紀中葉至20世紀初美國沿岸盛行的行業，藉欺騙、恐嚇、暴力等手段綁架民眾，強迫當水手以從中牟取暴利。由於上海經常是這些非自願水手的目的地，導致美式英語動詞shanghai在1850年代應運而生。即便美國已禁止水手販子逾一世紀，shanghai到現在已衍生出強迫、誘騙等一般意義。
儘管水手販子與其行為皆可稱作crimp，然而此單詞卻有許多不同意義。類似行為還有英國皇家海軍的強徵入伍，進而產生press gang單詞。

## 背景

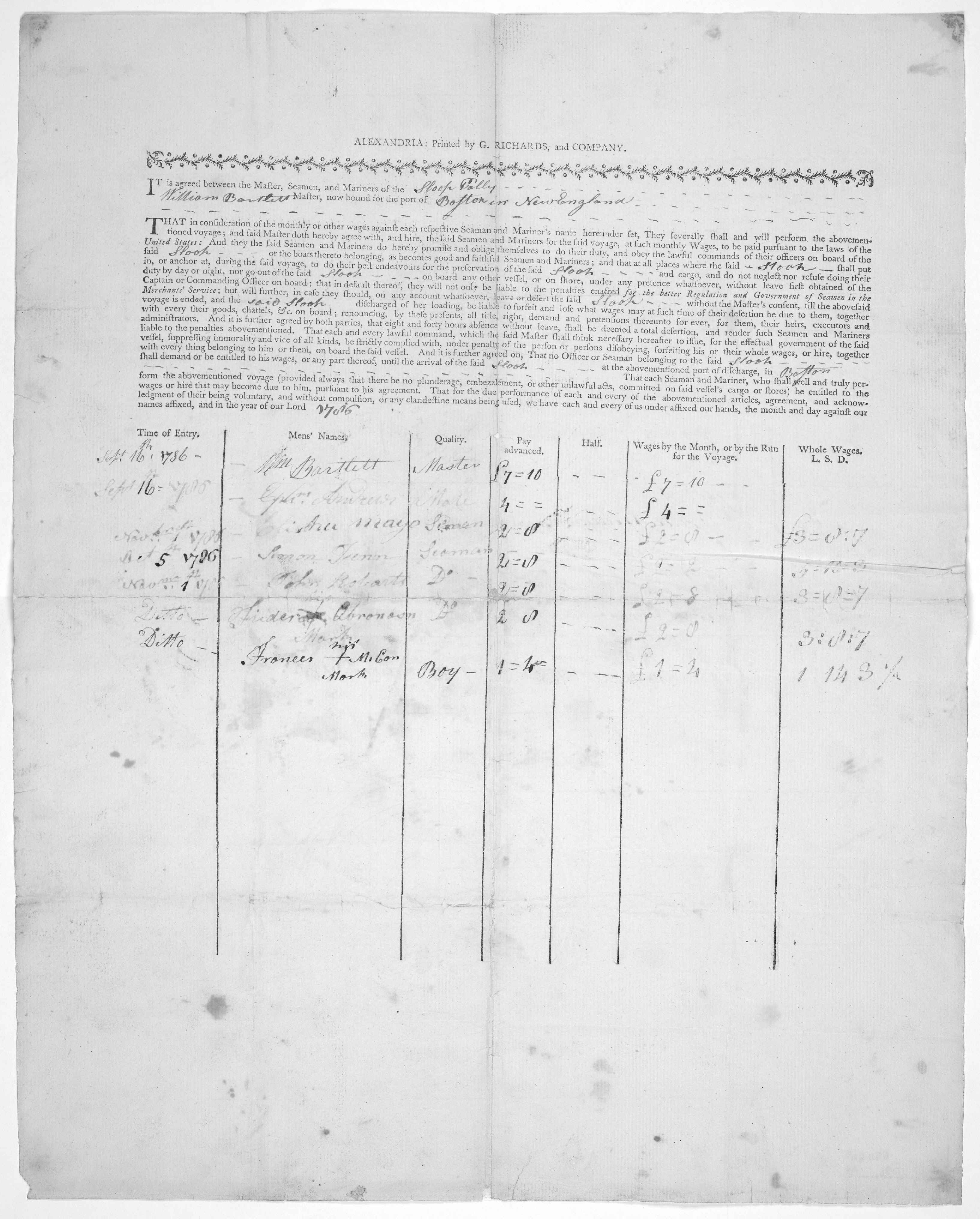
來自1786年波士頓的遠航文件，或作為船只與乘員聯絡用。

在19世紀中葉，水手販子做shanghai行為的角色是建立在法律、經濟上的，並普遍發生於舊金山、波特蘭、阿斯多里亞、西雅圖、與湯森港等美國西岸港埠。
第一個可以理解的因素是一個水手一旦為遠航簽字，在遠航結束前離開船只即為非法。懲罰是監禁，並於1790年立法成為聯邦法律的一部分。此因素在1895年的麥奎爾法案與1898年的白色法案被削弱了，即1915年的船員法案將此因素根除以前。
第二個因素與勞工的短缺有關，特別是美國西海岸的船支上。勞工因加利福尼亞淘金潮而集體放棄了船只，這時若能在船上看見一個健康的人即是恩賜，若能得到個二等兵就像是得到了黃金了。
最後的因素是與船長有關，由於賣給船長的是“人”，因此強烈激勵盡可能召集更多的船員。此酬庸被成為“血腥錢”，並且是源源不斷可被利用的收入。綜合這些因素使得水手販子得以有舞台可伸展：讓船長使用欺騙、逼迫、或暴力等伎倆讓水手上船。
水手販子最直接伤害船員的方法是在他們在不自覺的情形下偽造他們的簽名來簽署船支合約，並拿下一筆“血腥錢”。這個方法被廣泛地使用，但是還有更多更有效的辦法。
在某些情況下，船長可以得到所運出人員的最初兩個月、三個月、甚至四個月的薪水，為何這可以成功需要一些解釋，因為水手可以在遠航前得到預付款，目的在讓他們可以買服飾與配件。然而，為了防止水手潛逃，預付款並不會直接給予，反而如果他們做了水手販子就會跟船長索賠。一個已經成交船員的專業水手販子，可以靈活運用這筆收入來對船員以很高的價格供應貨物與服務，並收取來自船長的債款。
一些水手販子每年可以賺以1890年幣值計算的9,500美元，約為2006年的200,000美元。

## 著名水手販子
| 英語原文                             | 參考譯名                      | 註釋                           |
| ------------------------------------ | ----------------------------- | ------------------------------ |
| Maxwell Levi                         | 麥斯威爾·李維                 | 湯森港水手販子之王             |
| Jim "Shanghai" Kelly                 | 「上海」吉姆·凱利             | 舊金山                         |
| Johnny "Shanghai Chicken" Devine     | 「上海雞」強尼·迪凡           | 舊金山                         |
| Joseph "Bunco" Kelly                 | 「騙子」約瑟夫·凱利           | 波特蘭                         |
| "One-Eyed" Curtin                    | 「獨眼」科廷                  |                                |
| "Horseshoe" Brown                    | 「馬蹄鐵」布朗                |                                |
| Dorothy Paupitz                      | 桃樂絲·鮑比茲                 | 舊金山                         |
| Andy "Shanghai Canuck" Maloney       | 「上海的加拿大人」安迪·馬隆尼 | 溫哥華                         |
| Anna Gomes                           | 安娜·戈麥斯                   | 舊金山                         |
| Thomas Chandler                      | 湯瑪斯·錢德勒                 |                                |
| James Laflin                         | 詹姆斯·拉福林                 |                                |
| Christopher "Blind Boss" Buckley     | 「盲眼老大」克里斯多福·伯克利 | 1880年代舊金山民主黨領袖       |
| William T. Higgins                   | 威廉·T·希金斯                 | 1870至1880年代舊金山共和黨領袖 |
| "Shanghai Joe"                       | 「上海喬」                    | 麻薩諸塞州新伯福               |
| Tom Codd the Shanghai Prince         | 「上海親王」湯姆·科德         | 麻薩諸塞州新伯福               |
| James Turk                           | 詹姆斯·特克                   | 波特蘭                         |
| Billy Gohl the Ghoul of Grays Harbor | 「格雷斯港食屍鬼」比利·戈爾   | 華盛頓州亞伯丁；連環殺人犯     |

## 外部連結
- 你被shanghai了嗎？ （页面存档备份，存于） – 英語島English Island 2017年11月號
- （英文）水手「舍監」 （页面存档备份，存于） – 1881年2月19日舊金山的新聞
- （英文）"shanghai"在Stupid Question的回答
- （英文）巴巴利海岸：舊金山的下流天堂 – 有段提及水手販子行為
- （英文）被騙了！1895年塔克號之旅 – 一篇來自麻州新伯福的專題
- （英文）1767年倫敦水手販子